# IRIG Timecode
Der IRIG Timecode (Abkürzung für Inter Range Instrumentation Group Timecode) ist eine vor allem im militärischen Bereich der Videoaufzeichnung, Telemetrie und anderen Datenaufzeichnungen gebräuchliche Gruppe von Timecodes.
Die Inter Range Instrumentation Group (IRIG) ist eine Organisation der United States Air Force am Standort White Sands Missile Range und definiert unterschiedliche Standards unter anderem für Tests von Flugkörpern.

## Entwicklung und Aufbau der Norm
Die Definition der IRIG Timecode Standards startete 1956 und wurde 1960 abgeschlossen. Der erste Standard war IRIG 104-60, gefolgt von IRIG 104-70, 200-70, 200-95, 200-98 und 200-04. Derzeit aktuelle Version ist IRIG 200-04 (Stand September 2004).
Innerhalb dieser Standards sind unterschiedliche und zueinander nicht kompatible Timecodes als Untergruppen definiert, welche durch einen zusätzlichen Buchstaben wie A, B, D, E, G, und H unterschieden werden. Der am meisten gebräuchliche Timecode ist IRIG B, gefolgt von IRIG G. Der Timecode IRIG H wird von dem National Institute of Standards and Technology (NIST) verwendet um über amerikanische Zeitzeichensender, wie den Stationen WWV, WWVH und WWVB, ein genaues Zeitsignal auch für die zivile Nutzung abzustrahlen. Funktionell ist dieser Dienst vergleichbar mit dem deutschen Zeitzeichensender DCF77.
Der IRIG Timecode ist unterteilt in folgende Untergruppen, welche sich durch die Anzahl der ausgestrahlten Synchronisationsimpulse pro Sekunde, den Datenformaten und den verwendeten Modulationstechniken voneinander unterscheiden:
- IRIG A: 1000 Impulse pro Sekunde
- IRIG B: 100 Impulse pro Sekunde
- IRIG D: 1 Impuls pro Minute
- IRIG E: 10 Impulse pro Sekunde
- IRIG G: 10000 Impulse pro Sekunde
- IRIG H: 1 Impuls pro Sekunde